# Liste der Biografien/Cheo
Liste der Biografien |
Portal Biografien |
Personensuche
# |
A |
B |
C |
D |
E |
F |
G |
H |
I |
J |
K |
L |
M |
N |
O |
P |
Q |
R |
S |
T |
U |
V |
W |
X |
Y |
Z |
?
 
Ca |
Cb |
Cc |
Ce |
Ch |
Ci |
Cj |
Ck |
Cl |
Cm |
Cn |
Co |
Cr |
Cs |
Ct |
Cu |
Cv |
Cw |
Cy |
Cz
 
Cha |
Chb |
Che |
Chh |
Chi |
Chk |
Chl |
Chm |
Chn |
Cho |
Chr |
Cht |
Chu |
Chv |
Chw |
Chy
 
Chea |
Cheb |
Chec |
Ched |
Chee |
Chef |
Cheg |
Cheh |
Chei |
Chej |
Chek |
Chel |
Chem |
Chen |
Cheo |
Chep |
Cher |
Ches |
Chet |
Cheu |
Chev |
Chew |
Chey |
Chez
Die Liste der Biografien führt alle Personen auf, die in der deutschsprachigen Wikipedia einen Artikel haben. Dieses ist eine Teilliste mit 16 Einträgen von Personen, deren Namen mit den Buchstaben „Cheo“ beginnt.

## Cheo

### Cheol
- Cheoljong (1831–1864), 25. König der Joseon-Dynastie in Korea

### Cheon
- Cheon Garcia, Jennifer, kanadische Schauspielerin
- Cheon, Jin-ryeong (* 2000), südkoreanischer Fußballspieler
- Cheon, Myeong-kwan (* 1964), südkoreanischer Schriftsteller und Filmregisseur
- Cheon, Sang-byeong (1930–1993), südkoreanischer Lyriker
- Cheon, Seonran (* 1993), südkoreanische Schriftstellerin
- Cheon, Woon-young (* 1971), südkoreanische Autorin
- Cheong, Augustine Myong-jo (1935–2007), südkoreanischer Geistlicher, Bischof von Busan
- Cheong, Caelan (* 2006), singapurischer Fußballspieler
- Cheong, Joseph (* 1986), US-amerikanischer Pokerspieler
- Cheong, Jun Hoong (* 1990), malaysische Wasserspringerin
- Cheong, Nicholas Jin-suk (1931–2021), südkoreanischer Geistlicher, römisch-katholischer Erzbischof von Seoul, Kardinal
- Cheong, Robin (* 1988), neuseeländische Taekwondoin
- Cheong, Sang-Wook, südkoreanischer Physiker

### Cheop
- Cheops, altägyptischer König der 4. Dynastie (um 2620 v. Chr. – 2580 v. Chr.)Cheops

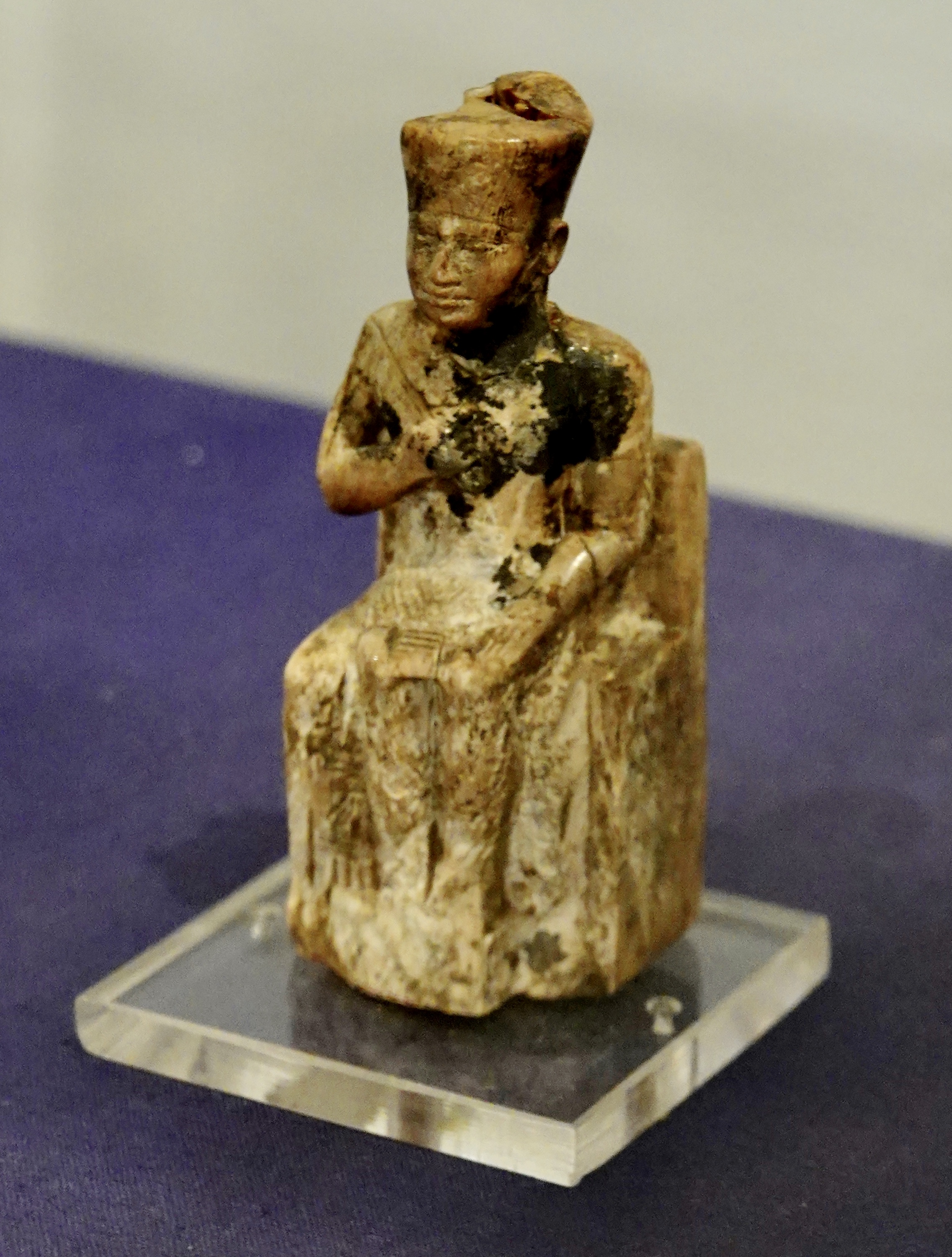
Cheops

### Cheor
- Cheorin (1837–1878), Königin von Joseon